# ヨシ
ヨシ（葦、蘆、葭、学名: Phragmites australis）は、イネ科ヨシ属の多年草。河川および湖沼の水際に背の高い群落を形成する。別名、アシ、キタヨシ。日本ではセイコノヨシ（P. karka）およびツルヨシ（P. japonica）を別種とする扱いが主流である。
英語では一般的にリード (reed) と称されるが、湿地に生える背の高い草の全般も同じスペリングでリード (reed) と総称される。本種のみを示す場合は、common reed と称される。

## 日本語における原名
和名ヨシの由来は、もともと本来の呼び名はアシであったが、「悪し」に通じるため、「ヨシ」と言い換えられたものである。日本の在来植物で、『日本書紀』に著れる日本の別名「豊葦原千五百秋瑞穂国」とあるように、およそ平安時代までは「アシ」と呼ばれていたようである。『更級日記』においても関東平野の光景を「武蔵野の名花と聞くムラサキも咲いておらず、アシやオギが馬上の人が隠れるほどに生い茂っている」と書かれている。
8世紀、日本で律令制が布かれて全国に及び、人名や土地の名前に縁起のよい漢字2字を用いる好字が一般化した。「アシ」についても「悪し」を想起させ縁起が悪いとし、「悪し」の反対の意味の「良し」に変え、「葦原」が「吉原」になるなどし、「ヨシ」となった。このような経緯のため「アシ」「ヨシ」の呼び方の違いは地域により変わるのではなく、新旧の違いでしか無い。現在も標準的な和名としては、ヨシが用いられる。これらの名はよく似た姿のイネ科にも流用され、クサヨシ、アイアシなど和名にも使われている。
とはいうが、現在でもアシと言う名は全国各地で広く一般的に用いられている。

## 特徴
大型の多年草。河川、湖沼などの水辺に、背の高い大群落をつくる。地中には長く這う類白色の地下茎があり、節からひげ根を出して、条件がよければ一年に約5m伸びる。
稈（かん）とよばれる垂直になった茎は高さ1 - 3mになり、暑い夏ほどよく生長する。地上茎は中空で、ツルヨシと違い、茎の節部には毛はない。茎に斜めについて葉が互生して伸びており、長さ20 - 50cm 、幅2 - 3cmで細長い長披針形で、葉の先端は垂れる。葉の基部は茎を囲む葉鞘となり、茎から離れて葉身となる。葉身の基部の両側に、葉耳（ようじ）とよばれる小さな耳状に張り出した突起部があり、葉鞘口部には毛が列をなして生えているのが特徴である。
花期は夏から秋（8 - 10月)で、茎の頂から穂が出て、花は最初暗紫色を帯びてから黄褐色になり、小穂が多数ついた長さ15 - 40cmの大型の円錐花序に密集している。花序はススキのように片側になびくことがない。小穂は長さ10 - 17mm 、2 - 4個の小花があり、第1小花は雄性花、その他は両性花で基部に毛を密生する。果実は穎果で、形は線状の楕円形をしており、熟すと小穂とほぼ同じ長さの白毛がつき、護頴の先から伸びて芒のように見える。
ヨシは風が吹いて地面に倒されても、茎が柔軟なため折れることがなく、やがて起き上がって上に向かって生長する。また、ヨシは他の植物が生えない純群落をつくる。ヨシのアレロパシーについては、大量に含まれる没食子酸が分解して、メソシュウ酸（MOA）という物質が生成され、これが雑草の発生を抑制するアレロケミカルとして報告されている。没食子酸は、多くの植物に含まれている代表的な加水分解性タンニンである。また、メソシュウ酸は、別名タルトロン酸または、2-ヒドロキシン酸ともよばれ、大量に体内に摂取されると毒性がある物質である。

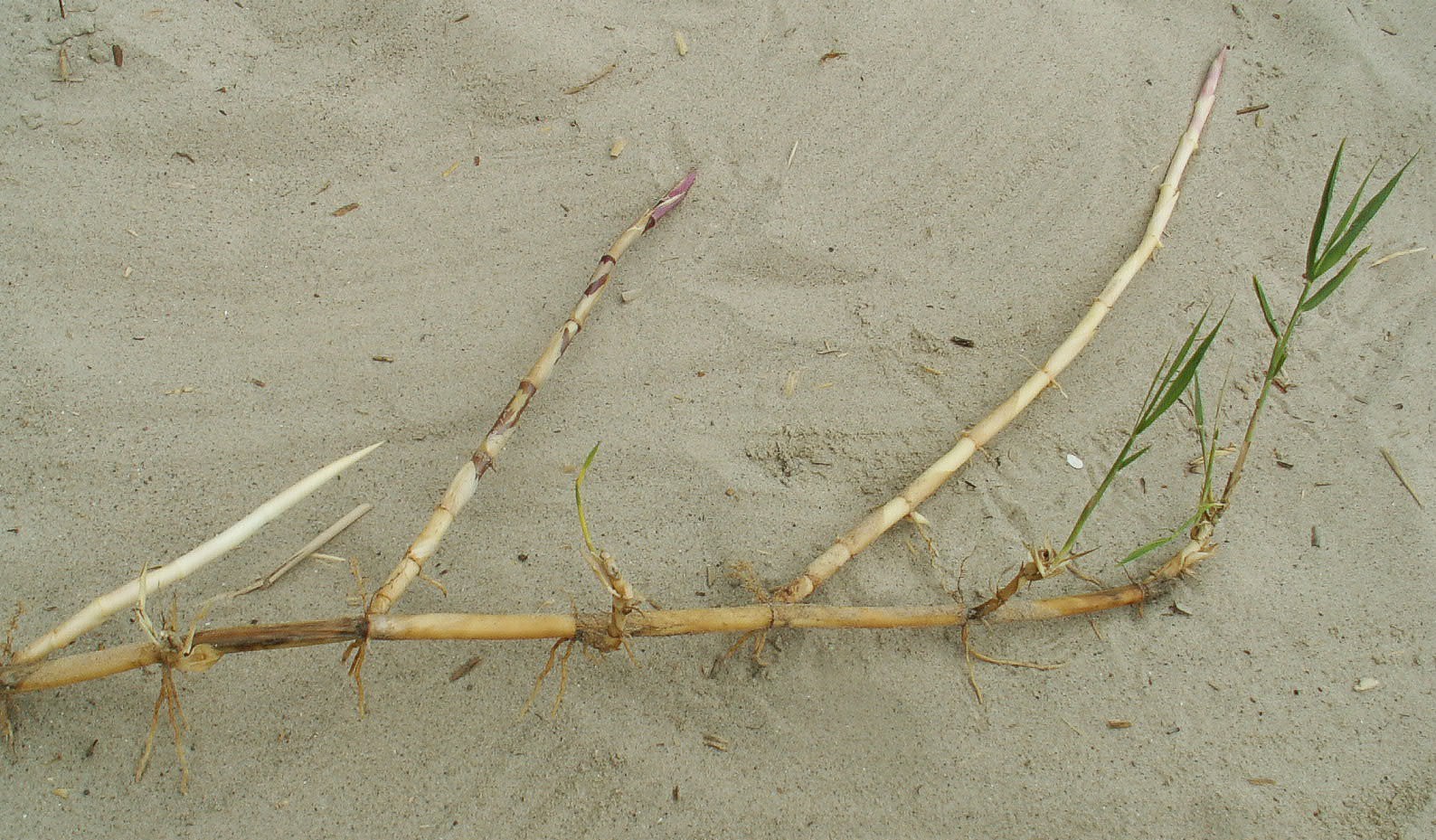
地下茎
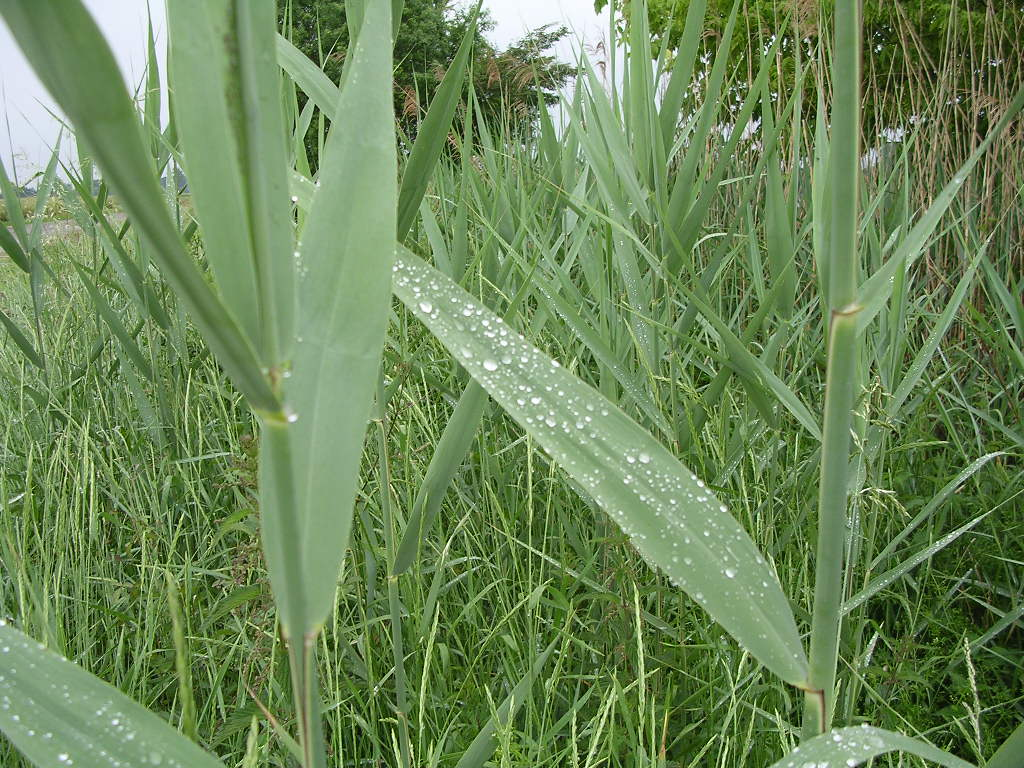
葉
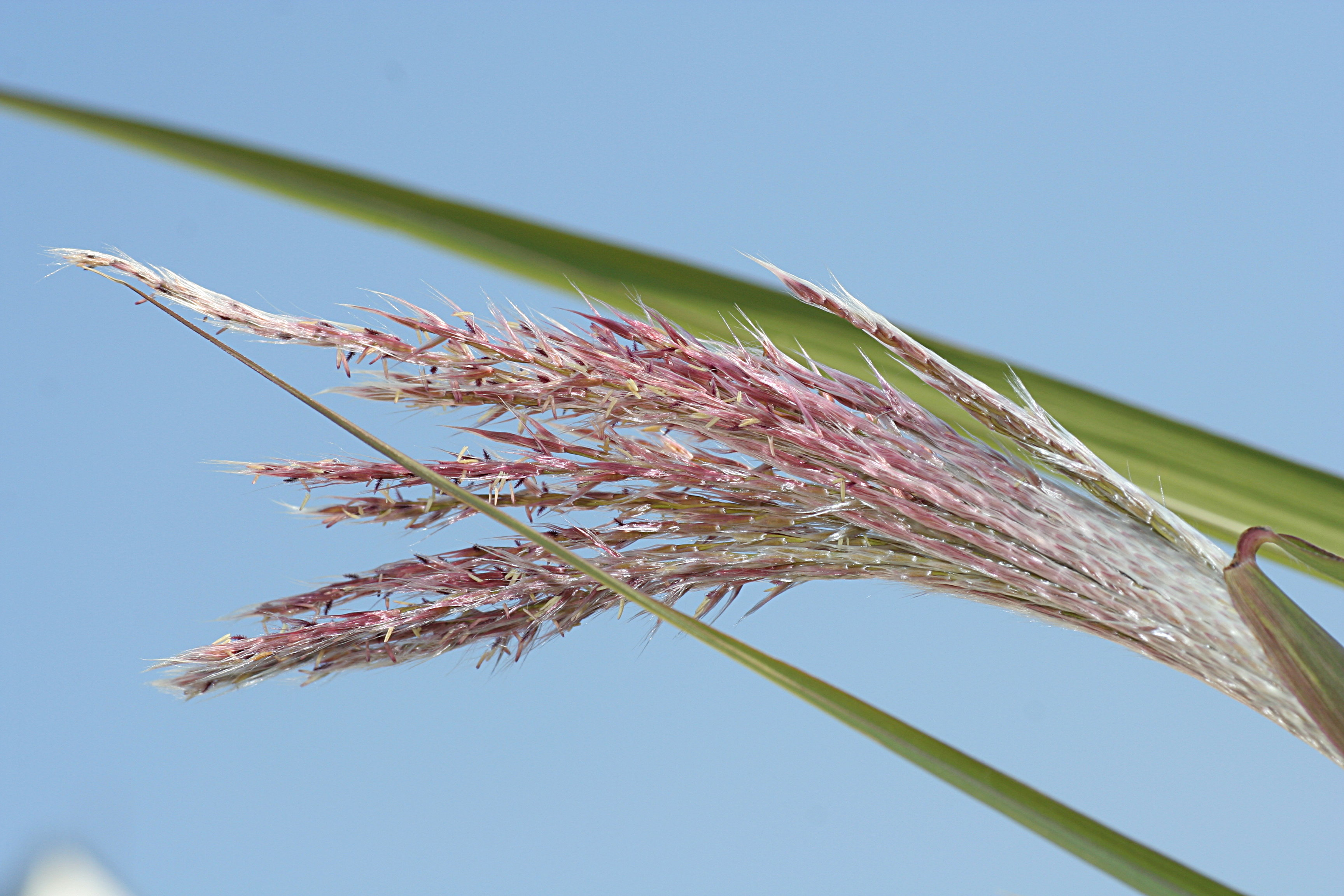
穂

類似種にツルヨシがあり、地表に匍匐茎を伸ばして節に毛があり、葉身の基部は耳状に突き出ず、葉鞘の上部が赤紫であるところが相違点である。

## 分布・生育地
世界の温帯から亜寒帯にかけて、広く分布する。日本では北海道、本州、四国、九州、沖縄に分布する。

### ヨシ原
各地の池沼、河岸、湿地など、水辺に自生する。塩分に耐える性質があり、主として河川の下流域から汽水域上部、あるいは干潟の陸側に広大な茂み（ヨシ原）を作り、場合によってはそれは最高100haに及ぶ。根本は水につかるが、水から出ることもあり、特に干潟では干潮時には干上がる。水流の少ないところに育ち、多数の茎が水中に並び立つことから、その根本には泥が溜まりやすい。
他方で、その茎は多くの動物の住みかや隠れ場としても利用される。ヨーロッパとアジアでは特に、ヒゲガラ、ヨシキリ、サンカノゴイ、オオジュリンといった鳥類と関わりが深い。泥の表面には巻き貝やカニなどが多数生息する。アシハラガニはこの環境からその名をもらっている。
ヨシ原は、自然浄化作用を持ち、多くの生物のよりどころとなっているため、その価値が再評価されてきており、ヨシ原復元の事業が行われている地域もある。
日本においては、もともと歴史的に湿地はヨシが生い茂るヨシ原であったが、干拓して水田とした経緯から、水田を放棄してしまうとヨシ原へと変遷してしまう。
広島県広島市南区の「段原」の由来はヨシの茂る「葭原」を「段原」と誤記したことによるのではないかとされる（知新集）。

### 帰化の問題
北米では、ヨシはヨーロッパからの帰化種だという俗信が広がっている。しかし、ヨーロッパ人の移民以前に北米大陸にヨシがあったという証拠が存在している。もっとも、遺伝子を見る以外ではほとんど見分けが付かないヨーロッパ型は、北米在来型よりもよく育つため、北米でヨーロッパ型ヨシが増加している。これが固有種を含む他の湿地帯の植物に深刻な問題を引きおこしている。
最近の研究により、移入型と在来型の形態の違いが明らかになった。ユーラシア遺伝子型は北米遺伝子型に較べて短い葉舌（1.0mm未満）、短い穎（約3.2mm以下）を持ち、茎の特徴で区別される。近年、北米型は P. a. subsp. americanus Saltonstall, Peterson, and Soreng という亜種に分類され、ユーラシア型は P. a. subsp. australis と呼ばれている。
学名として Arundo phragmites L.（基礎異名）、Phragmites altissimus、P. berlandieri、P. communis、P. dioicus、P. maximus、P. vulgaris とも呼ばれていた。

## 人とのかかわり

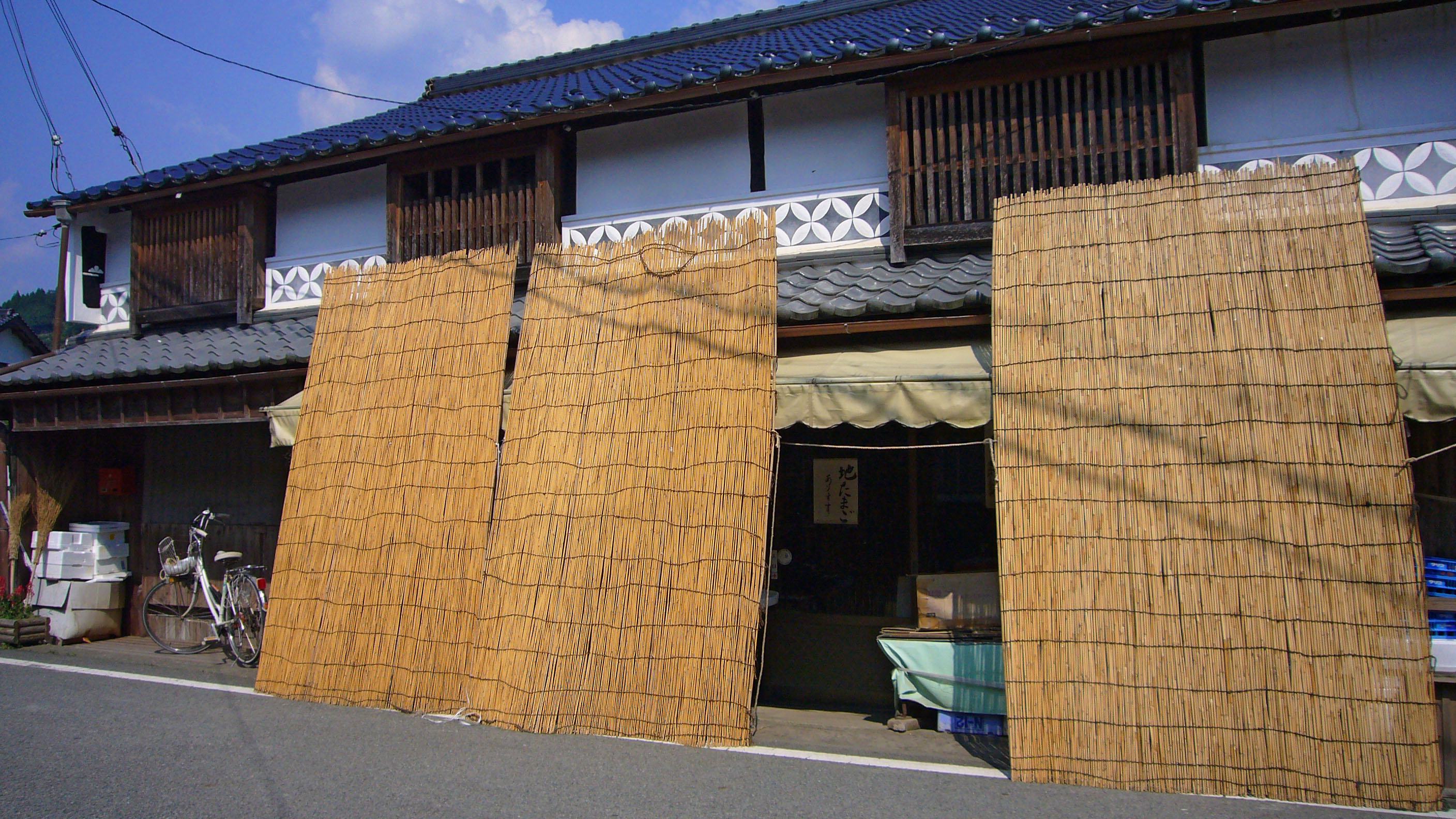
すだれ

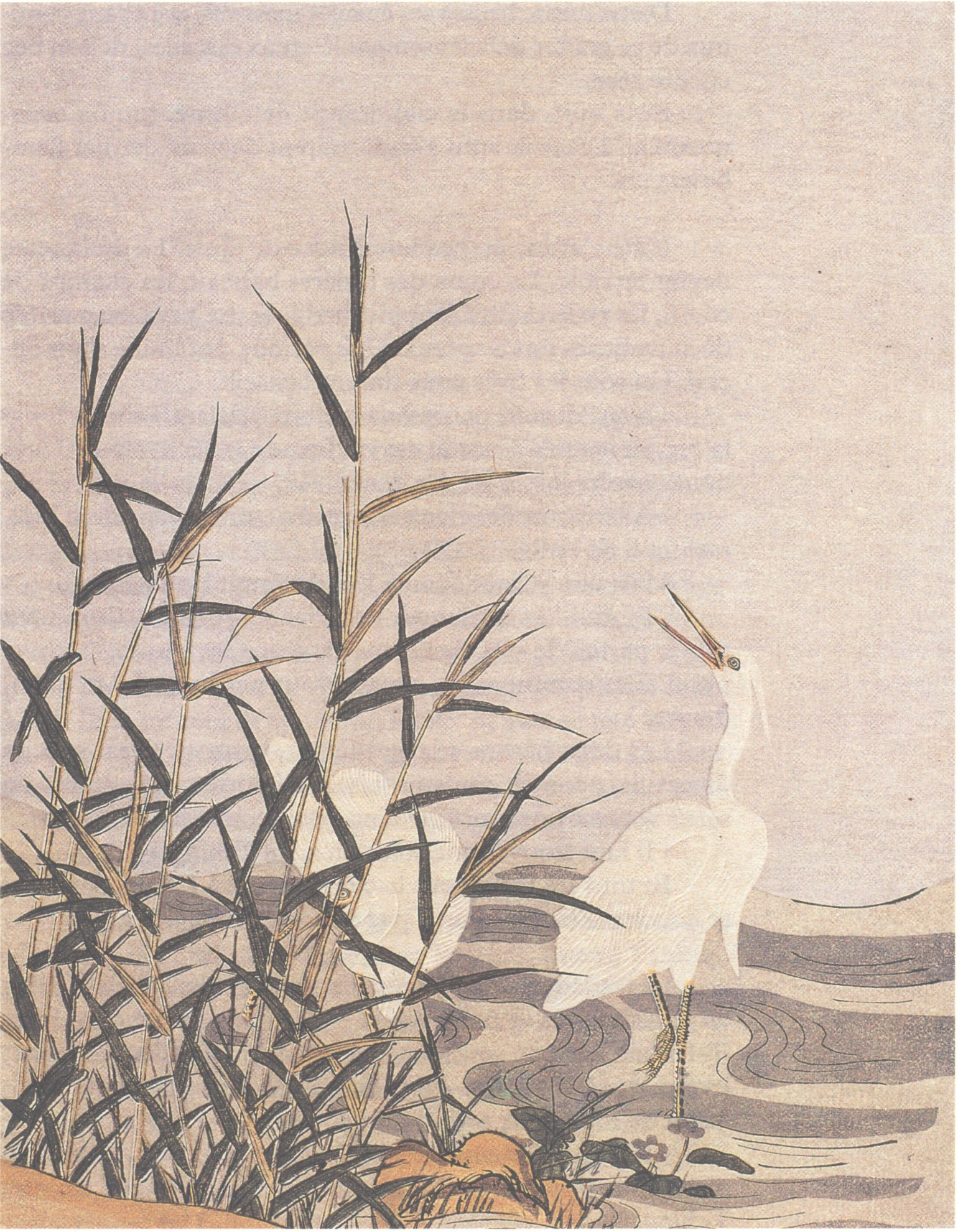
鷺と葦（鈴木春信・画、18世紀）

### 利用
まっすぐに伸びる茎は木化し、竹ほどではないにせよ材として活用できる。古くから様々な形で利用され、親しまれた。日本では稲刈りの後に芦刈が行われ、各地の風物詩となっていた。軽くて丈夫な棒としてさまざまに用いられ、特に葦の茎で作ったすだれは葦簀（よしず）と呼ばれ昔から利用されてきた。また、屋根材としても最適で茅葺民家の葺き替えに現在でも使われている。

#### 船
日本神話ではヒルコが葦舟で流される。最近では、葦舟の製作も市民活動として行われるようになってきている。ちなみに、南米で葦舟といわれるのは、この葦ではなく、カヤツリグサ科のフトイの仲間で、古代エジプトにおいても同じくカヤツリグサ科のパピルスを使っている。

#### 楽器
葦の茎は竹同様に中空なので、笛として加工するにもよく、葦笛というのがある。西洋のパンフルートは、長さの異なる葦笛を並べたものである。ギリシャ神話においては、妖精シュリンクスが牧神パンに追われて葦に身を変えたところ、風を受けて音がなったため牧神パンによって笛に変えられたという逸話から、その名が付けられている。古代中国における楽器、簫（しょう）も同じ系統である。
また、篳篥の「舌」、中東のクラリネットに似たシプシと呼ばれる楽器やズルナ、西洋木管楽器の振動音源部「リード」としても活用される。勘違いされるが、英語で葦を意味するリードには幾つかの種が含まれ、本種も音源のリードに使用されるが、多くの西洋楽器のリードに使われるのはダンチク（ジャイアント リード）という種である。

#### 紙
製紙原料のヨシパルプについては、中国湖南省の洞庭湖周辺や上海市の崇明島などで実用化され、トイレットペーパーや紙コップなどに加工されている他、旧ソ連やルーマニアで製造工場が稼動していたことがあり、日本国内においても、滋賀県の琵琶湖産のものなどが名刺やハガキ用に少量生産されている。

#### 葦ペン
手に入りやすく太さを調整しやすいことから、鳥の羽とともにつけペンとして利用された。晩秋から冬にかけて収穫し、直径1cm前後のものを長さ25cm程度に切った後にペン先を加工する。

#### 生薬
根茎を乾燥したものは生薬になり、蘆根（ろこん）と称して、漢方では利尿、消炎、止渇、鎮吐に処方されている。蘆根は、秋に根茎を掘り採って水洗いし、細根を取り除いて長さ2cmほどに刻み、むしろに広げて天日乾燥させて調製される。民間療法では、むくみ、吐き気止めの薬として利用され、1回量5 - 10gを水200ccで半量になるまで煎じて頓服される。

#### 肥料
かつての日本では、ヨシを刈り取って水田に敷き草とし、アシから出る黒い汁で雑草の発生を抑止するのに利用した。また同時に、敷き草にしたヨシは分解されて、稲の肥料にもなった。奈良時代初期に編纂されたという『播磨風土記』の中に「敷き草の村」という記載が残されており、昔からヨシのような草を刈り取って水田に敷き、肥料に利用していたことがわかる。

#### 食用
春に出るタケノコ状の若芽は食用にできる。採取時期は4 - 5月ごろで、採取した若芽は皮を剥いて、茹でて水にさらす。薄く切ったものを和え物、酢の物、煮付け、汁の実などにする。またタケノコご飯のように米と一緒に炊き込んで、炊き込みご飯にもできる。

#### その他
この他にも、燃料、漁具、ヨシパルプなどの用途があり、現在でも利用されるものや、研究が行われているものもある。

### 神話
ギリシャ神話によると、一つ目の巨人ポリュペモスは、海の神ガラティアに恋をした。あるとき、ポリュペモスは、ガラティアが羊飼いの青年アキスの胸に抱かれているのを見つけた。嫉妬に狂ったポリュペモスは、アキスに石を投げ殺してしまった。血まみれのアキスを見てガラティアは深く悲しみ、アキスの血を水に変え、永遠に流れる河にした。そして血の色が完全に水に変わったとき、アキスの姿が現れた。ガラティアはその様子をじっと見つめている。次第にガラティアの腕は長く伸びていった。肩からは緑色の葉が生えヨシになった、という伝説がある。
古事記の天地のはじめには最初の二柱の神が生まれる様子を「葦牙のごと萌えあがる物に因りて」と書き表した。葦牙とは、葦の芽のことをいう。その二柱の神がつくった島々は「豊葦原の千秋の長五百秋の水穂の国」といわれた。これにより、日本の古名は豊葦原瑞穂の国という。更級日記では関東平野の光景を「武蔵野の名花と聞くムラサキも咲いておらず、アシやオギが馬上の人が隠れるほどに生い茂っている」と書き残し、江戸幕府の命で遊郭が一か所に集められた場所もアシの茂る湿地だったため葭原（よしはら）と名づけられ、後に縁起を担いで吉原と改められた。
古代エジプトの死者の書に書かれる人が死後に行くことができる楽園アアルは葦が繁る原野である。

### 文学
ヨーロッパ文学において有名な葦に関する言葉に、ブレーズ・パスカルの『パンセ』の中にある「人間は考える葦（roseau pensant）である」という文がある。ジャン・ド・ラ・フォンテーヌの寓話「オークと葦」（Le chêne et le roseau）では傲慢なオークが倒れてしまったのに対し、倒れないように自ら折れて風雨を凌いだ葦の姿が描かれている。

### 短歌
万葉集では、蘆、葦、安之、阿之という書き方で50首におよび詠まれている。和歌において様々な異名が用いられるのも特徴で、ハマオギ、ヒムログサ、タマエグサ、ナニワグサといった別名が使われるほか、方言ではスゴロ（青森）、アセ（和歌山）、コキ（鳴海）、トボシ（垂水）、ヒーヒーダケ（串木野）という言葉が一部に未だ残っている。

### ことわざ
「難波の葦（アシ）は伊勢の浜荻（ハマオギ）」は、物の名前が地方によって様々に異なることをいう。平安末期の住吉杜歌合において、藤原俊成の言で「難波の方ではあしとだけいい、東（あづま）の方では、よしともいう」とあり、また「伊勢志摩では、はまをぎ（ハマオギ）と名づけられている」と書き残されている。
「葦の髄から天井をのぞく」とは、せまい了見では物事を捕らえることはできないという意味。中国の荘子にある「管を以て天を窺う」という言葉と同じ意味を持つ。
「すべての風になびく葦」とはフランスのことわざで、都合によって節操をかえることを指す。
「折れた葦」「葦によりかかる」の両方ともイギリスのことわざで、「あてにならない」という意である。旧約聖書列王記においてもエジプトを折れかけのアシに例えて、頼ってはならないという同様の意味で使われている。ヨーロッパにおいてアシはその弱さを人間性の一面と見る向きがあるが、一方では「葦が矢となる」ということわざがあり、実際にその茎の特性から矢として使用されたこともある。前述の寓話を元にした「嵐がくればオークは倒れるが、葦は立っている」ということわざもあり、ヨーロッパにおいてアシは弱さと同時に強かな存在とされていた。

## 画像

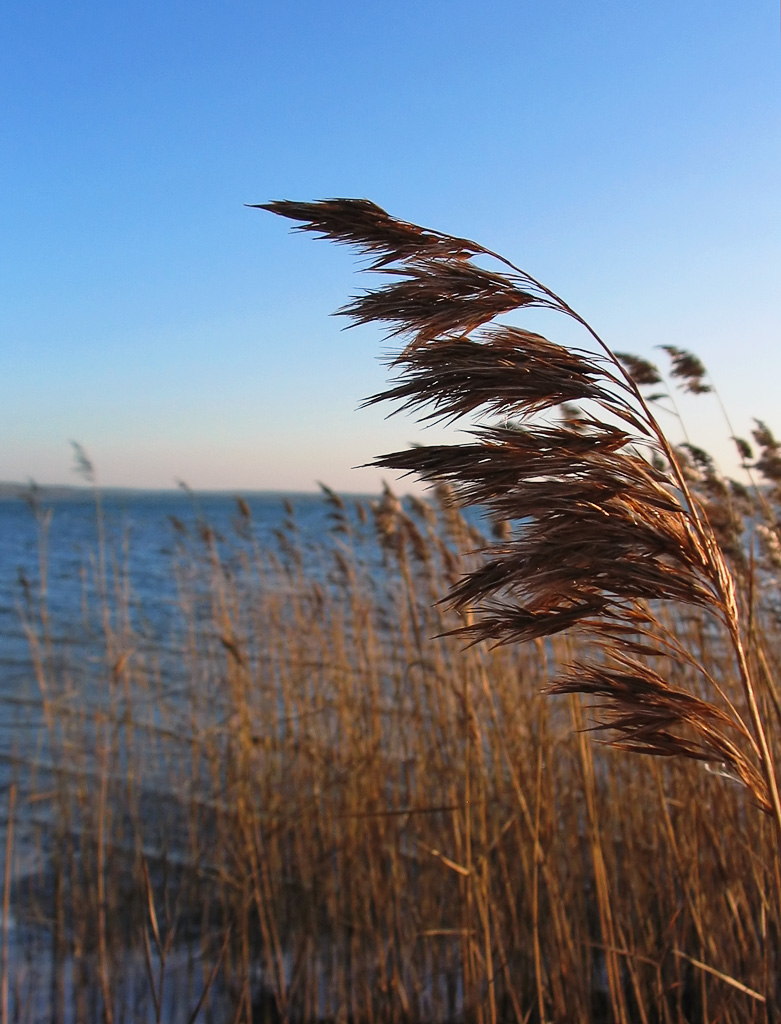
冬に穂が残るヨシ
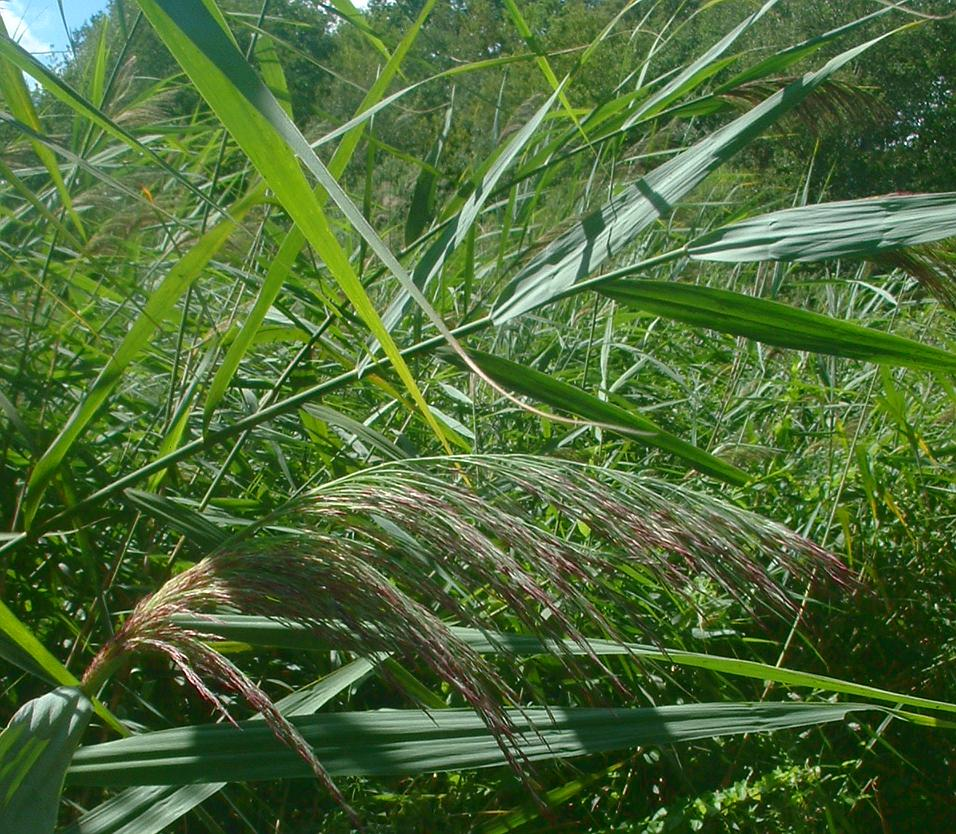
葦の花（フランス）
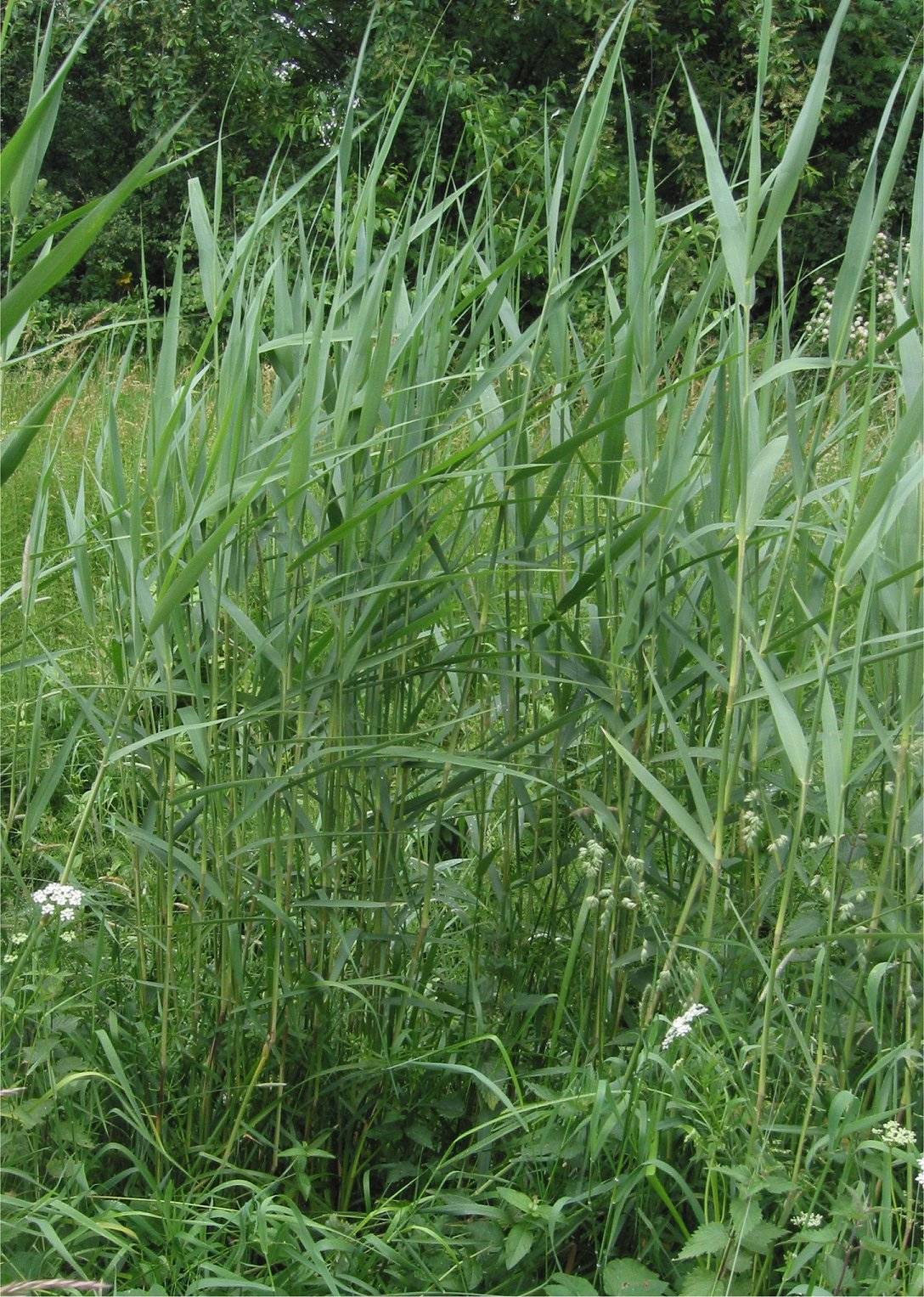
初夏の葦
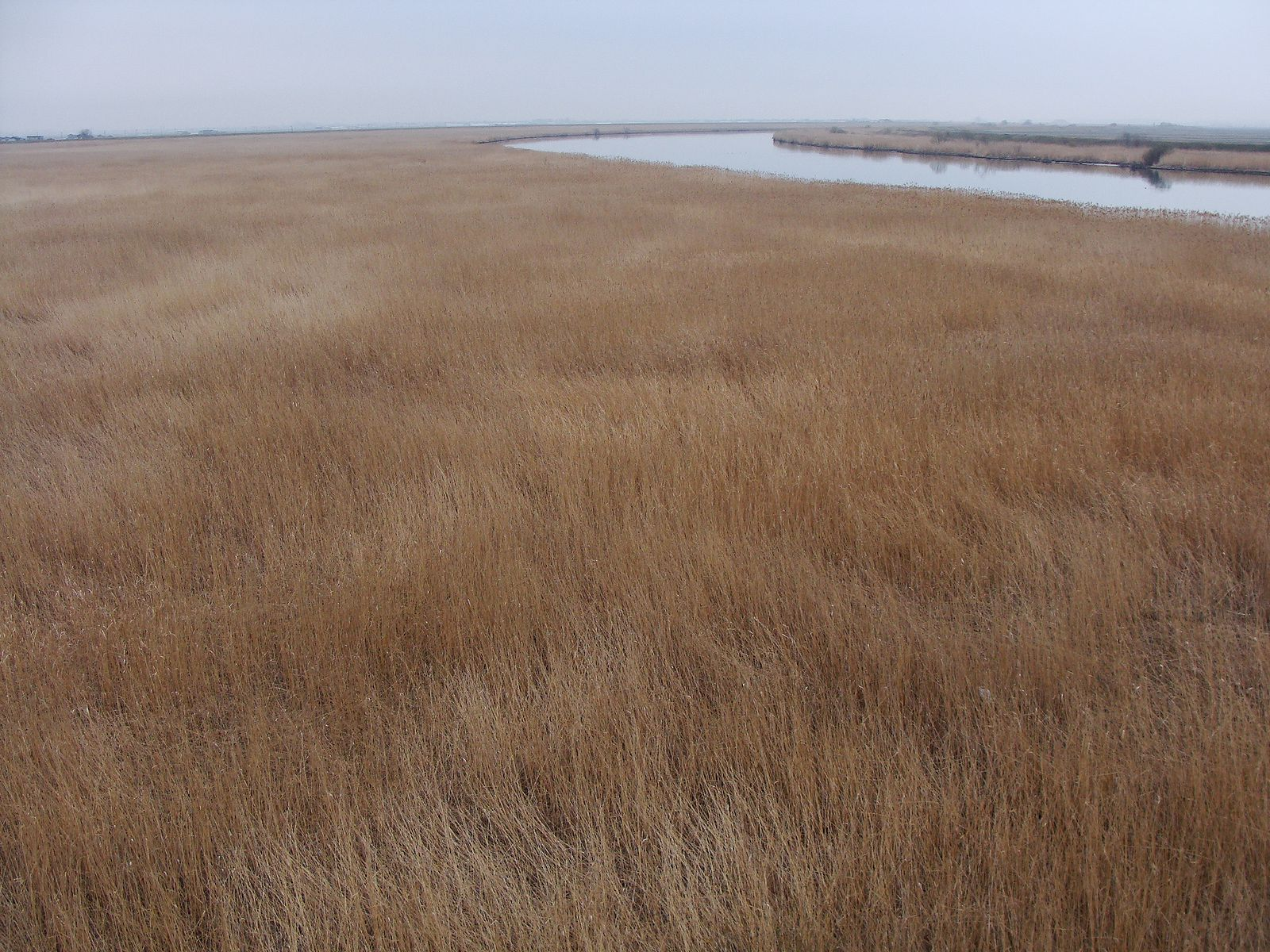
河川敷に広がる葦原（冬～春）